# Margaret Rolle, 15.ª Baronesa Clinton
Margaret Rolle, 15.º Baronesa Clinton (Devon, 17 de janeiro de 1709 — Pisa, 13 de janeiro de 1781) foi uma nobre britânica. Ela foi suo jure 15.º baronesa Clinton, e posteriormente, condessa de Orford pelo seu primeiro casamento com Robert Walpole, 2.º Conde de Orford.

## Família
Margaret foi a única filha e herdeira de Samuel Rolle, um membro do Parlamento que vivia em Heanton Satchville, no vilarejo de Petrockstowe, em Devon, e de sua segunda esposa, Margaret Tuckfield. Os seus avós paternos eram Robert Rolle e Arabella Clinton, filha de Theophilus Clinton, 4.º Conde de Lincoln e 12.º Barão Clinton e de Bridget Fiennes. O seu avô materno eram Roger Tuckfield de Raddon Court, em Devon.
Ela também era herdeira de Arabella, sua avó paterna, que por sua vez era herdeira de seu irmão, Edward Clinton, Senhor Clinton, membro do Parlamento para Callington.

## Biografia
Em 27 de janeiro de 1709, ela foi batizada em Petrockstowe. Margaret vivia em Heanton Satchville.
Em 26 de março de 1724, aos 15 anos, Margaret casou-se com o então barão Robert Walpole, de aproximadamente 23 anos de idade. O barão era filho de Robert Walpole, primeiro ministro da Grã-Bretanha e de Catherine Shorter, sua primeira esposa, e portanto irmão de Horace Walpole.

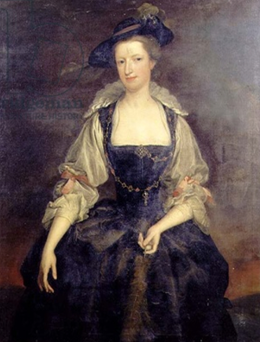
Retrato por um seguidor de Herman van der Mijn, possivelmente localizado em Houghton Hall, em Norfolk.

O casamento não foi feliz, e ela frenquentemente brigava com a família dele. Uma vez, ela fugiu para a Florença com o seu amante, o reverendo Samuel Sturgis, do King's College. Outro amante foi Emanuel de Nay, Conde de Richecourt.
Após o nascimento do único filho do casal, George, a condessa se separou de Robert.
Em 2 de maio de 1751, Margaret tornou-se baronesa Clinton, como sucessora de Hugh Fortescue, 14.º Barão Clinton, neto de Margaret Clinton, filha mais velha de Theophilus Clinton, e portanto, irmã da avó paterna de Margaret Rolle. Porém, a pendência só foi terminada em 1760.
Em 1746, de acordo com o seu cunhado, Horace Walpole, a baronesa passou a viver com o seu amante, Sewallis Shirley, filho de Robert Shirley, 1.º Conde Ferres e de Selina Finch. Ele era o tesoureiro da rainha Carlota de Meclemburgo-Strelitz, consorte do rei Jorge III do Reino Unido.
Ela era amiga da sobrinha de Sewallis, Selina Hastings, Condessa de Huntingdon.
Após a morte do marido, a condessa viúva casou-se com Sewallis, em 25 de maio de 1751. Três anos depois, eles se separaram em junho de 1754. Em 1755, ela retornou para Florença.
A baronesa faleceu aos 71 anos de idade, no dia 13 de janeiro de 1781, na cidade de Pisa, na Itália. Ela foi enterrada no Antigo Cemitério Inglês, em Livorno.

## Descendência
De seu primeiro casamento:
- George Walpole, 3.º Conde de Orford (2 de abril de 1730 – 5 de dezembro de 1791), também foi 16.º Barão Clinton. Não se casou e nem teve filhos.